# 118 TCN
Năm 118 TCN là một năm trong lịch Julius. 